# Liste des ministres français de la Population

## Gouvernement provisoire de la République française

### Gouvernement Charles de Gaulle (2)(21 novembre 1945 – 20 janvier 1946)
Robert Prigent, Ministre de la Population
- 31 décembre 1945 : création du Quotient familial

### Gouvernement Félix Gouin(26 janvier 1946 – 12 juin 1946)
Robert Prigent, Ministre de la Santé Publique et de la Population 
Pierre Pflimlin, Secrétaire d’État à la Santé Publique et à la Population à partir du 6 février 1946

### Gouvernement Georges Bidault (1)
René Arthaud, Ministre de la Santé Publique 
Robert Prigent, Ministre de la Population

### Gouvernement Léon Blum (3)
Pierre Ségelle, Ministre de la Santé Publique et de la Population

## Quatrième République

### Gouvernement Paul Ramadier (1)
Georges Marrane, Ministre de la Santé Publique et de la Population jusqu'au 5 mai 1947
Marcel Roclore, Ministre de la Santé Publique et de la Population 
Robert Prigent, Ministre de la Santé Publique et de la Population

### Gouvernement Paul Ramadier (2)
Daniel Mayer, Ministre des Affaires sociales et des Anciens combattants

### Gouvernement Robert Schuman (1)
Germaine Poinso-Chapuis, Ministre de la Santé Publique et de la Population

### Gouvernement André Marie(26 juillet 1946 – 28 août 1948)
Pierre Schneiter, Ministre de la Santé Publique et de la Population
- 1er septembre 1948 : création de l’Allocation logement

### Gouvernement Robert Schuman (2)(5 septembre 1948 – 7 septembre 1948)
Pierre Scheitner, Ministre de la Santé Publique et de la Population

### Gouvernement Henri Queuille (1)(11 septembre 1948 – 5 octobre 1949)
Pierre Scheitner, Ministre de la Santé Publique et de la Population 
Jules Catoire, Sous-Secrétaire d’État à la Santé Publique et à la Population
- 21 février 1949 : autonomie des CAF

### Gouvernement Georges Bidault (2)
Pierre Scheitner, Ministre de la Santé Publique et de la Population 
Paul Ribeyre, Sous-Secrétaire d’État à la Santé Publique et à la Population jusqu'au 5 décembre 1949

### Gouvernement Georges Bidault (3)
Pierre Scheitner, Ministre de la Santé Publique et de la Population

### Gouvernement Henri Queuille (2)
Pierre Scheitner Ministre de la Santé Publique et de la Population

### Gouvernement René Pleven (1)
Pierre Scheitner Ministre de la Santé Publique et de la Population 
Jules Catoire, Secrétaire d’État à la Santé Publique et à la Population

### Gouvernement Henri Queuille (3)
Pierre Scheitner Ministre de la Santé Publique et de la Population 
Jules Catoire, Secrétaire d’État à la Santé Publique et à la Population

### Gouvernement René Pleven (2)
Paul Ribeyre, Ministre de la Santé Publique et de la Population

### Gouvernement Edgar Faure (1)
Paul Ribeyre, Ministre de la Santé Publique et de la Population

### Gouvernement Antoine Pinay
Paul Ribeyre, Ministre de la Santé Publique et de la Population

### Gouvernement René Mayer
André Boutemy, Ministre de la Santé Publique et de la Population jusqu'aù 9 février 1953
Paul Ribeyre, Ministre de la Santé Publique et de la Population depuis le 11 février 1953
Pierre Couinaud, Secrétaire d’État à la Santé Publique et à la population

### Gouvernement Joseph Laniel (1)
Paul Coste-Floret, Ministre de la Santé Publique et de la Population

### Gouvernement Joseph Laniel (2)
Paul Coste-Floret, Ministre de la Santé Publique et de la Population

### Gouvernement Pierre Mendès France
Louis Aujoulat, Ministre de la Santé Publique et de la Population jusqu'au 3 septembre 1954
André Monteil, Ministre de la Santé Publique et de la Population

### Gouvernement Edgar Faure (2)
Bernard Lafay, Ministre de la Santé Publique et de la Population

### Gouvernement Guy Mollet
Albert Gazier, Ministre des Affaires sociales 
André Maroselli, Secrétaire d’État à la Santé Publique et à la Population auprès du Ministre des Affaires Sociales

### Gouvernement Maurice Bourgès-Maunoury
Albert Gazier, Ministre des Affaires sociales 
Jean Minjoz, Secrétaire d'État au Travail et à la Sécurité sociale auprès du Ministre des Affaires Sociales à partir du 17 juin 1957
André Maroselli, Secrétaire d'État à la Santé publique et à la Population auprès du Ministre des Affaires Sociales à partir du 17 juin 1957

### Gouvernement Félix Gaillard
Félix Houphouët-Boigny, Ministre de la Santé publique et de la Population

### Gouvernement Pierre Pflimlin
André Maroselli, Ministre de la Santé publique et de la Population

### Gouvernement Charles de Gaulle (3)
Bernard Chenot, Ministre de la Santé publique et de la Population à partir du 7 juillet 1958

## Cinquième République
| Ministre délégué ou secrétaire d'État              | Intitulé                                                                              | Ministre de tutelle | Intitulé                                                     | Gouvernement  | Date                  |
| -------------------------------------------------- | ------------------------------------------------------------------------------------- | ------------------- | ------------------------------------------------------------ | ------------- | --------------------- |
| Aucun                                              | Aucun                                                                                 | Bernard Chenot      | Ministre de la Santé publique et de la Population            | Debré         | 08/01/1959 24/08/1961 |
| Aucun                                              | Aucun                                                                                 | Joseph Fontanet     | Ministre de la Santé publique et de la Population            | Debré         | 24/08/1961 14/04/1962 |
| Aucun                                              | Aucun                                                                                 | Joseph Fontanet     | Ministre de la Santé publique et de la Population            | Pompidou 1    | 15/04/1962 16/05/1962 |
| Aucun                                              | Aucun                                                                                 | Raymond Marcellin   | Ministre de la Santé publique et de la Population            | Pompidou 1    | 16/05/1962 28/11/1962 |
| Aucun                                              | Aucun                                                                                 | Raymond Marcellin   | Ministre de la Santé publique et de la Population            | Pompidou 2    | 06/12/1962 08/01/1966 |
| Pas de titulaire du 8 janvier 1966 au 20 juin 1969 |                                                                                       |                     |                                                              |               |                       |
| Philippe Dechartre (jusqu'au 15/05/1972)           | Secrétaire d'État                                                                     | Joseph Fontanet     | Ministre du Travail, de l'Emploi et de la Population         | Chaban-Delmas | 22/06/1969 05/07/1972 |
| Pas de titulaire du 6 juillet 1972 au 28 mars 1973 |                                                                                       |                     |                                                              |               |                       |
| Christian Poncelet (à partir du 12/04/1973)        | Secrétaire d'État                                                                     | Georges Gorse       | Ministre du Travail, de l'Emploi et de la Population         | Messmer 2     | 05/04/1973 27/02/1974 |
| Aucun                                              | Aucun                                                                                 | Georges Gorse       | Ministre du Travail, de l'Emploi et de la Population         | Messmer 3     | 01/03/1974 27/05/1974 |
| Pas de titulaire du 28 mai 1974 au 22 mars 1983    |                                                                                       |                     |                                                              |               |                       |
| Georgina Dufoix (à partir du 24/03/1983)           | Secrétaire d'État chargé de la Famille, de la Population et des Travailleurs immigrés | Pierre Bérégovoy    | Ministre des Affaires sociales et de la Solidarité nationale | Mauroy 3      | 22/03/1983 17/07/1984 |